# Elisabeth af Habsburg
Elisabeth af Habsburg (født 18. juli 1501 i Bruxelles, død 19. januar 1526 i Gent), også kendt som Isabella eller Elisabeth af Østrig, Burgund eller Kastilien, var dronning af Danmark og Norge 1515-23 og af Sverige 1520-21 som den sidste dronning af Sverige under Kalmarunionen.
Hun var datter af Filip den Smukke og den sindssyge Johanne af Kastilien, og søster til kejser Karl 5. I 1515 blev hun gift med Christian 2., med hvem hun fik fem børn.
Elisabeth blev overbevist lutheraner, og til trods for at hun i ung alder måtte gå i landflygtighed, og af religiøse årsager befandt sig i et vedvarende modsætningsforhold til sin bror kejser Karl og den øvrige familie, forblev hun både sin mand og sin lutherske overbevisning tro til sin død. Hun blev syg og døde kun 24 år gammel. Hun blev først begravet i Sankt Peterskirken uden for Gent, men senere i Sankt Knuds kirke i Odense ved siden af sin mand og svigerfamilie.

## Biografi

### Tidlige liv

#### Fødsel og familie
Isabella blev født den 18. juli 1501 i Bruxelles som det tredje barn og anden datter af Filip den Smukke og Johanne den Vanvittige. Hendes far tilhørte Huset Habsburg og var den eneste overlevende søn af den tysk-romerske kejser Maximilian 1. og Marie den Rige af Burgund. Isabellas mor tilhørte Huset Trastámara og var datter af dronning Isabella 1. af Kastilien og kong Ferdinand 2. af Aragonien. Moderen var dermed arving til de spanske kongeriger Castilien og Aragonien. På tidspunktet for Isabellas fødsel var hendes far hersker i De burgundiske Nederlande, som han havde arvet fra sin mor. Hun blev døbt i Bruxelles af biskoppen af Cambrai, Henri de Berghes, og opkaldt efter sin mormor, dronning Isabella af Kastilien.
Hun havde to ældre søskende, Eleonora og Karl, samt tre yngre søskende Ferdinand, Marie og Katarina. Elisabeth og hendes søskende blev anset som dens tids "ædleste børn". Hendes brødre Karl 5. og Ferdinand 1. blev som tysk-romerske kejsere Europas mægtigste mænd. De måtte dog kæmpe med religiøse konflikter udløst af Martin Luther og reformationen. Hendes søstre blev dronninger i henholdsvis Portugal, Frankrig, Bøhmen og Ungarn.

#### Opvækst
Efter sin fars tidlige død i 1506 blev hun opdraget af sin fars søster, Margrete af Østrig, der var regentinde i De Habsburgske Nederlande, ved dennes hof i Mechelen. Margrete blev tre år gammel forlovet med den franske dauphin, og sendt til det franske hof for at opfostres der. Ti år senere blev forlovelsen hævet. Den 13-årige Margrete blev smidt ud af det franske hof og sendt hjem til sin familie og forhold, der var fremmede for hende. Hendes far kejseren fik hende gift med den spanske kronprins, da hun var sytten. Et halvt år senere var hun enke. Så blev hun gift med hertugen af Savoyen. Da hun som 24-årig blev enke for anden gang, svor hun aldrig at gifte sig igen, og det respekterede hendes far. Hun blev i stedet sat til at regere på vegne af sin 6-årige brorsøn Karl. Hun viste sig som en dygtig og energisk herskerinde, og selv barnløs opfostrede hun fire af sin brors børn.

### Ægteskab

#### Frierfærden
På det europæiske ægteskabsmarked måtte Elisabeth være en eftertragtet brud. Christian 2. ønskede sig en hustru med gode handelsmæssige forbindelser. Han bejlede i første omgang til Elisabeths storesøster, den 15-årige Eleonora, men da hun allerede indgik i ægteskabsforhandlinger, tog han til takke med den 12-årige Elisabeth. Hvem af dem var bejleren ligegyldigt, da han allerede var optaget med Dyveke, som han havde hos sig på Hvidøre Slot. Medgiften havde derimod hans interesse, for en Habsburg-prinsesse blev forventet at medbringe 250.000 rhinske gylden, tilsvarende prisen for en million tønder rug.
Dertil kom mulige alliancer og politiske fordele. Han sendte derfor følere ud gennem sin morbror, kurfyrst Frederik af Sachsen, i januar 1514. Biskop Godske Ahlefeldt fik ansvar for en delegation, der først besøgte kongens morbror, kurfyrsten, i Torgau i slutningen af februar, hvor de danske udsendinge fik en forsmag på den pomp og pragt, kejseren omgav sig med. Ved Frederiks hof sad der normalt mere end hundrede mennesker til bords ved måltiderne. Han tiltrak sig kunstnere og lærde, og var grundlægger af universitetet i Wittenberg. Kurfyrst Frederik tog de gaver i øjesyn, som Christian havde tiltænkt Elisabeth. Kurfyrsten syntes om ringen, men guldspændet var for simpelt, og halskæden blev sendt til taksering hos en guldsmed i Nürnberg. Hvis den var mindre værd end 2.000 gylden, var den ikke egnet.
Tidligt i marts 1514 forlod delegationen Torgau. Kejser Maximilian havde ingen residensby, men tilsagde dem et møde i Linz. Det danske følge ankom 27. marts, men måtte vente i 8 dage, inden kejseren indfandt sig. Følget mødte så frem til en offentlig audiens, hvor biskop Ahlefeldt fremførte en omstændelig tale på latin med de forventede fraser om, at kun en Demosthenes eller Cicero var værdig til at tale for en så strålende forsamling. Han påpegede også det angiveligt gode forhold mellem habsburgerne og det danske kongehus. Elisabeth blev slet ikke nævnt. Men efter en mere uformel samtale udpegede kejser Maximilian tre delegater til at fremforhandle en ægteskabsaftale for hans sønnedatter. I løbet af foråret kom partnerne til enighed om, at Christian til gengæld for brud og medgift skulle indgå i et forbund mod Polen, som kejseren agtede at gå til krig mod. En ægteskabskontrakt blev underskrevet den 29. april 1514.

#### Bryllup ved stedfortræder
7. juni 1514 ankom Christian 2.s udsendinge til Brüssel. Han havde også sendt et stort krigsskib til hjælp for Margrete i hendes fejde med en nabohertug. Udenfor bymurene blev følget mødt af Margretes kansler, der ønskede velkommen på vegne af Elisabeths 14-årige bror, hertug Karl, formelt hertug af Burgund med sin faster som formynder. Elisabeth fik et portræt af sin kommende ægtemand. Følget ivrede for at besegle aftalen hurtigst muligt ved at fejre bryllup. Brudgommens stedfortræder var Mogens Gøye, der 11. juni 1514 aflagde ægteskabsløfte på tysk på kongens vegne. Under en baldakin opstillet på slotspladsen foran Coudenberg-paladset bekræftede den 12-årige brud på fransk, at hun indgik ægteskab af egen fri vilje, uden tvang eller trusler, og ikke ønskede at gifte sig med nogen anden. Biskop Godske Ahlefeldt holdt højmesse i slotssalen, aula magna. Samtidig, 750 km borte, blev Christian 2. kronet til konge af Danmark. Om aftenen var der bryllupsbanket i Brüssel, og hertug Karl fejrede så voldsomt, at han holdt sengen dagen efter. Så kom bryllupsnatten. Efter et bryllup ved stedfortræder var skilsmisse utænkelig, men da ægteskabet ikke var fuldbyrdet, kunne paven annullere det. Kejser Maximilian havde selv i 1490 været part i et ægteskab ved stedfortræder, der blev opløst, inden brudeparret nåede at møde hinanden. For at gøre sådan et ægteskab helt ud forpligtende, måtte man gennem en ceremoni, hvor stedfortræderen førte bruden til sengs. Mogens Gøye hentede de mest fremstående af bryllupsgæsterne, og med dem som vidner, lagde bruden sig fuldt påklædt i sin seng, mens Gøye løftede lidt op i sit ene bukseben og lagde sig ved siden af hende. Dermed var ægteskabet symbolsk fuldbyrdet.

### Dronning

#### Nygift
I januar rejste Christians gode ven, ærkebiskop Erik Valkendorf, sydpå fra Trondheim for at hente Elisabeth til Danmark. Hun ville fylde 14 år til sommeren, og skulle da ifølge ægteskabskontrakten overleveres til sin ægtefælle kongen. Denne gang var der flere nordmænd med i delegationen: Henrik Krummedige, der kommanderede de otte skibe, delegationen sejlede med; rigshofmester Nils Henriksson og biskop Andor Ketilsson fra Bergen. Erik Valkendorfs bror Hans, der studerede ved universitetet i Leuven, sendte en række råd for at foretagendet skulle lykkes: "Deres Nåde ved godt, hvad slags folk danskere og nordmænd er, især når de kommer til udlandet. Derfor vil det være godt, hvis Deres Nåde medbragte flest tyskere, dem De kan få fat i af udmærkede karle [og] lod hente sangere fra Lübeck og Danzig...for de synger meget ilde i København."
I Friesland pågik en krig, hvor habsburgerne var indblandet, og friserne havde kaperskibe i farvandet. Christian 2. frygtede, at hans brud kunne blive taget som gidsel. Men delegationen nåede 1. juli helskindet frem til Haag, hvor det burgundiske hof forbigående opholdt sig. Imidlertid ventede en ubehagelig overraskelse, idet kejseren havde erklæret sin 15-årige sønnesøn hertug Karl myndig samme år, og drengen var åbenlyst skeptisk til sin lillesøsters ægteskab. Snakken gik ved hoffet om Christians frille Dyveke - påfaldende nok, da kejser Maximilian selv nærmest havde haft et harem og fået mindst et dusin børn udenfor ægteskab. Elisabeths ledsager på rejsen til hendes nye hjemland var Filip af Burgund, der selv var født udenfor ægteskab. Men hertug Karl kan have følt, at Christian 2. ikke var diskret nok om sin frille, og at det krænkede Elisabeths - og dermed habsburgernes - ære.
Erik Valkendorf syntes godt om den unge dronning, og skrev om hende i et brev til kongen:
"Eders Nåde fanger en dydig og skøn fyrstinde, hun ynder Eders Nåde vel af al sit hjerte, hun tager aldrig øjnene væk fra Eders kontrafej... hun er ædel, vis dygtig og findes dejlig og yndig af alle Eders Nådes folk, der har set hende."
Elisabeth viste sig hurtigt at blive sin ægtemand en hengiven ægtefælle, hvilket hendes breve giver udtryk for. Således skrev hun:
"Jeg længes mig ihjel, med mindre Eders Nåde snar skikker bud efter mig." og
"Jeg vil fast hellere blive hos Eders Nåde og lide, hvad jeg kan, end jeg vil være fra Eder og have alt det, jeg har, thi jeg kan ikke blive glad, thi jeg er altid i frygt for, at Eders Nåde skal komme noget til." Elisabeth havde lært sig dansk.
Ikke desto mindre forhalede familien hendes afrejse. Hendes faster Margrete var meget imod det hele, men kejseren irettesatte sin datter: "Kongen af Danmark er herre over tre smukke, store og gamle kongeriger" og var en "stor fyrste og dydig person, fuld af alslags ædle egenskaber og skikke". Dermed måtte hertug Karl modstræbende sende sin søster bort, men insisterede på, at ærkebiskoppen måtte opfordre kongen på det stærkeste til at bortvise Dyveke, inden Elisabeth ankom Danmark. Pinligt nok kom brevets indhold ud, og Christian 2. må have følt sig ydmyget. Mor Sigbrit lagde ærkebiskop Valkendorf for had, skønt han påpegede, at han kun havde fremført hertug Karls anmodning.
16. juli 1515 gik Elisabeth om bord i skibet Juliane. Flere hofdamer skulle holde hende med selskab i det nye hjemland. Det burgundiske hof sendte yderligere tre skibe med de otte, som kongen havde sendt. Under sejladsen fra Veere rundt Skagen til Helsingør fik Elisabeth anfald af høj feber og måtte støttes, da hun 4. august gik i land. Sandsynligvis havde hun malaria, som på den tid var udbredt. Tre dage efter sin ankomst, et par uger efter at være fyldt 14 år, skrev hun til sin faster Margrete: "Sidst lørdag ankom jeg til dette sted, hvor jeg gik i land, efter ti dage til søs i stor uro for de store farer jeg forstod, at jeg var i...men jeg håber, at jeg er udenfor fare. Hvis alt var efter mit ønske, lover jeg, at jeg ville have glædet mig i dit selskab. At være borte fra dig er det værste af alt for mig, især når jeg tænker på, at jeg ikke kan have noget håb om at komme til dig igen."
Efter al forsinkelsen sendte Erik Valkendorf straks bud til kong Christian, og bad samtidig kongen om at barbere sig, da skæg ikke var på moden i Burgund. Kongen valgte dog at beholde sit skæg. Efter fem dage i Helsingør var Elisabeth klar til at rejse videre til København i bærestol. Christian red ud med et følge på 500 ryttere og mødte hende lige ved Hvidøre slot, hvor Dyveke boede. Det skal have været regnvejr, der stilnede af, straks Elisabeth steg ud af bærestolen. Biskoppen af Roskilde holdt en lang velkomsttale på latin; men Elisabeth var så svag, at hun ikke kunne stå oprejst. En hofdame satte sig på jorden og tog Elisabeth på skødet. Brylluppet skulle stå i Vor Frue kirke søndag den 12. august 1515, men bruden var stadig medtaget af den feber, der kom og gik med nogle dages mellemrum, som malaria typisk kan arte sig. Derfor blev der i stedet sat et alter op i dronningens forkammer på Københavns slot, og vielsen gennemført her, med Elisabeth siddende på en stol. Ved alteret stod ni biskopper og kongen; ærkebiskoppen satte ringen på hendes finger. Vielsen blev efterfulgt af en strålende banket på slottet med servering af 33 retter, deraf fem "skueretter", der ikke skulle spises, kun beskues. Bruden nævnes ikke, og lå sandsynligvis til sengs med feber.

#### Nederlændere på Amager
Elisabeth vandt hurtigt det danske folks hjerte. Christian 2. rådførte sig ofte med sin hustru, da hun – trods sin unge alder – var meget politisk bevidst. Elisabeth bar sin mands forhold til sin elskerinde Dyveke med tålmodighed. I året 1517 døde Dyveke pludseligt i Helsingør, måske forgiftet af kirsebær.
Elisabeth savnede de friske grøntsager, som hun var vant til fra Mechelen. Det fik Christian 2. til at invitere nederlandske bønder til Store Magleby på Amager.

### Landflygtighed
Christian 2. ville gennemføre reformer, der skulle gavne landet, men de skabte modstand. Adelen i Jylland rejste sig mod kongen, som blev tvunget til at flygte. Den 13. april 1523 rejste Christian til Nederlandene sammen med Elisabeth, deres børn og Dyvekes mor, Sigbrit. I Nederlandene boede de først hos Elisabeths faster, regentinden Margrete, som var en fast støtte for dem. I september 1524 skrev hun til kejser Karl:
"Jeg ser kun ringe sandsynlighed for, at de nogensinde vender tilbage til deres riger, hvis ikke Gud og I kommer dem til hjælp, hvorom jeg ydmygt beder Eder. Den stakkels dronning er dog Eders søster og hendes små børn Eders søsterbørn. Så meget mere er I forpligtet til at hjælpe dem i deres modgang."
Christian ønskede svigerfamiliens hjælp til at genvinde den danske trone, og da han ikke selv var populær i svigerfamilien, lod han Elisabeth om at udføre det hårde arbejde. Et øjenvidne fortæller om hendes optræden på rigsdagen i Nürnberg i 1524, hvorledes Elisabeth virkede for sin mands sag:
"Dronningens fremtrædelse var beklagelsesværdig og vakte hver mands medlidenhed. Jeg har i sandhed set få råder, hvis øjne ikke stod fulde af tårer, men skønt hun omtalte sin mand med megen troskab, så talte dog de omkringstående meget ilde om kongen. Var hun ikke, så blev der sandelig ingen hest sadlet."
Forklaringen på, at hjælpen udeblev, var, at Elisabeth udviste lutherske sympatier, hvilket var rigtigt. Elisabeth og Christian opholdt sig i længere tid i Wittenberg hos Christians morbror, kurfyrste Frederik den Vise, der var Luthers beskytter, og kongeparret havde fattet sympati for den nye tro. Luther prædikede ofte for kongeparret i slotskirken i Wittenberg og skrev i et brev til en ven:
"Gud vil måske have et sjældent stykke vildt, nemlig en konge og en dronning, ind i himmelen, og det er en konge, om hvem man allermindst kunne håbe det. Så vidunderlig er Gud i at skuffe menneskenes tanker."
I Wittenberg lod Christian 2. igangsætte arbejdet med at oversætte Det Nye Testamente til dansk, og dronningen blev løbende holdt orienteret om forløbet. På slottet i Nürnberg, hvor Elisabeth boede ved siden af sin bror Ferdinand, deltog hun i en luthersk gudstjeneste og nød nadveren. Da Ferdinand hørte om det, blev han rasende og erklærede, at han ville ønske, at hun ikke var hans søster. Hun skal have svaret, at ville han fornægte hende som sin søster, måtte hun finde sig deri og befale Gud sin sag. I et brev til Christian i Wittenberg fortæller hun om begivenheden:
"Man er blevet så græsselig vrede, fordi jeg har haft den prædikant hos mig, og desligeste har de gjort min broder halvt vred på mig, og har min broder talt til mig om, at I har været hos Luther, og sagde mig, at han ville give 100.000 gylden til, at I ikke havde gjort det. Dog har jeg givet ham tilbørlig svar derpå, som jeg vil sige Eder, når Gud vil, jeg kommer Eder til ords."
I slutningen af 1524 flyttede familien til Lier i Belgien, som Margrete havde givet familien mulighed for at bruge, og hun ydede dem tillige en fast månedlig økonomisk støtte, hvilken kejseren imidlertid fandt for beskeden "i betragtning af, at nævnte dronning er min søster." Der oplevede de en svær tid, fyldt med bekymringer og mangel på penge. På grund af de svære forhold blev Elisabeth syg. I slutningen af 1525 rejste hun med sin mand til klosteret Zwijnaarde udenfor Gent.

#### Død og begravelse
Elisabeth døde 19. januar 1526, kun 24 år gammel. Efter hendes død forsøgte Christian at genoprette det gode forhold til svigerfamilien. Han lod skrive to beretninger om omstændighederne ved Elisabeths død, den ene til Luther, hvor Elisabeth blev fremstillet som en god lutheraner, den anden til kejserfamilien, hvor Elisabeth blev fremstillet som en god katolik, og han lod de tre overlevende børn opdrage hos fasteren Margrete i Bruxelles.
Elisabeth blev begravet 5. februar 1526 i Sankt Peterskirken uden for Gent under stor pomp og pragt med 100 fakkelbærere, kongelige og kejserlige herolder i kostbart udstyr, med talrige adelsmænd, munke og gejstlige omkring kisten samt den kejserlige families deltagelse. Efterfølgende lod Christian den i datiden berømte kunstner Jan Gossaert (kaldet Mabuse) udforme et stort og kostbart gravmæle med en fornem marmorsarkofag med en legemsstor alabasterfigur af dronningen iført kongeligt udstyr, kåbe og krone ovenpå. På væggen fik han en messingplade med dronningens livshistorie indsat i en ramme "af den allerbedste og skønneste alabastersten, som man kan få uden årer og ulige farver."
I oktober 1883 blev hun genbegravet ved siden af sin mand og sine svigerforældre i Sankt Knuds kirke i Odense.

## Kunstneriske gengivelser
- Bruden fra Gent – en historisk roman fra 2003 af Dorrit Willumsen om kong Christian 2., hans elskede Dyveke og mor Sigbrit, og om ægteskabet i 1515 med den kun 14-årige Elisabeth.

## Børn
Ægteskabet frembragte fem børn:
| Navn       | Født              | Død               | Bemærkninger                                                                                               |
| ---------- | ----------------- | ----------------- | --- |
| Hans       | 21. februar 1518  | 11. august 1532   | |
| Maximilian | 1519              | 1519              | Tvilling med Filip. Død efter dåben                                                                        |
| Filip      | 1519              | 1519              | Tvilling med Maximilian. Død efter dåben                                                                   |
| Dorothea   | 10. november 1520 | 31. maj 1580      | gift 1535 med kurfyrst Frederik 2. af Pfalz                                                                |
| Christine  | 1521              | 10. december 1590 | gift 1. gang 1534 med hertug Frans 2. Sforza af Milano gift 2. gang 1541 med hertug Frans 1. af Lothringen |

Fra Christine nedstammer prinsesse Louise af Sverige-Norge, som blev gift med Frederik 8. i 1869.

## Anetavle
|                        |                                       |  |                               |                                  |  |  |  |  |  |  |  | 16. Ernst 1. af Østrig |
|                        |                                       |  |                               |                                  |  |  |  |  |  |  |  |                        |
|                        | 8. Frederik 3., Tysk-Romersk Kejser   |  |                               |                                  |  |  |  |  |  |  |  |                        |
|                        |                                       |  |                               |                                  |  |  |  |  |  |  |  |                        |
|                        |                                       |  |                               | 17. Cymburgis af Masovien        |  |  |  |  |  |  |  |                        |
|                        |                                       |  |                               |                                  |  |  |  |  |  |  |  |                        |
|                        | 4. Maximilian 1., Tysk-Romersk Kejser |  |                               |                                  |  |  |  |  |  |  |  |                        |
|                        |                                       |  |                               |                                  |  |  |  |  |  |  |  |                        |
|                        |                                       |  |                               | 18. Edvard 1. af Portugal        |  |  |  |  |  |  |  |                        |
|                        |                                       |  |                               |                                  |  |  |  |  |  |  |  |                        |
|                        | 9. Eleonora af Portugal               |  |                               |                                  |  |  |  |  |  |  |  |                        |
|                        |                                       |  |                               |                                  |  |  |  |  |  |  |  |                        |
|                        |                                       |  |                               | 19. Eleonora af Aragonien        |  |  |  |  |  |  |  |                        |
|                        |                                       |  |                               |                                  |  |  |  |  |  |  |  |                        |
|                        | 2. Filip 1. af Kastilien              |  |                               |                                  |  |  |  |  |  |  |  |                        |
|                        |                                       |  |                               |                                  |  |  |  |  |  |  |  |                        |
|                        |                                       |  |                               | 20. Filip den Gode af Burgund    |  |  |  |  |  |  |  |                        |
|                        |                                       |  |                               |                                  |  |  |  |  |  |  |  |                        |
|                        | 10. Karl den Dristige af Burgund      |  |                               |                                  |  |  |  |  |  |  |  |                        |
|                        |                                       |  |                               |                                  |  |  |  |  |  |  |  |                        |
|                        |                                       |  |                               | 21. Isabella af Portugal         |  |  |  |  |  |  |  |                        |
|                        |                                       |  |                               |                                  |  |  |  |  |  |  |  |                        |
|                        | 5. Marie den Rige af Burgund          |  |                               |                                  |  |  |  |  |  |  |  |                        |
|                        |                                       |  |                               |                                  |  |  |  |  |  |  |  |                        |
|                        |                                       |  |                               | 22. Karl 1. af Bourbon           |  |  |  |  |  |  |  |                        |
|                        |                                       |  |                               |                                  |  |  |  |  |  |  |  |                        |
|                        | 11. Isabella af Bourbon               |  |                               |                                  |  |  |  |  |  |  |  |                        |
|                        |                                       |  |                               |                                  |  |  |  |  |  |  |  |                        |
|                        |                                       |  |                               | 23. Agnes af Burgund             |  |  |  |  |  |  |  |                        |
|                        |                                       |  |                               |                                  |  |  |  |  |  |  |  |                        |
| 1. Elisabeth af Østrig |                                       |  |                               |                                  |  |  |  |  |  |  |  |                        |
|                        |                                       |  |                               |                                  |  |  |  |  |  |  |  |                        |
|                        |                                       |  | 24. Ferdinand 1. af Aragonien |                                  |  |  |  |  |  |  |  |                        |
|                        |                                       |  |                               |                                  |  |  |  |  |  |  |  |                        |
|                        | 12. Johan 2. af Aragonien             |  |                               |                                  |  |  |  |  |  |  |  |                        |
|                        |                                       |  |                               |                                  |  |  |  |  |  |  |  |                        |
|                        |                                       |  |                               | 25. Eleanora af Alburquerque     |  |  |  |  |  |  |  |                        |
|                        |                                       |  |                               |                                  |  |  |  |  |  |  |  |                        |
|                        | 6. Ferdinand 2. af Aragonien          |  |                               |                                  |  |  |  |  |  |  |  |                        |
|                        |                                       |  |                               |                                  |  |  |  |  |  |  |  |                        |
|                        |                                       |  |                               | 26. Fadrique Enríquez de Mendoza |  |  |  |  |  |  |  |                        |
|                        |                                       |  |                               |                                  |  |  |  |  |  |  |  |                        |
|                        | 13. Juana Enríquez                    |  |                               |                                  |  |  |  |  |  |  |  |                        |
|                        |                                       |  |                               |                                  |  |  |  |  |  |  |  |                        |
|                        |                                       |  |                               | 27. Merina de Cordova            |  |  |  |  |  |  |  |                        |
|                        |                                       |  |                               |                                  |  |  |  |  |  |  |  |                        |
|                        | 3. Johanne af Kastilien               |  |                               |                                  |  |  |  |  |  |  |  |                        |
|                        |                                       |  |                               |                                  |  |  |  |  |  |  |  |                        |
|                        |                                       |  |                               | 28. Henrik 3. af Kastilien       |  |  |  |  |  |  |  |                        |
|                        |                                       |  |                               |                                  |  |  |  |  |  |  |  |                        |
|                        | 14. Johan 2. af Kastilien             |  |                               |                                  |  |  |  |  |  |  |  |                        |
|                        |                                       |  |                               |                                  |  |  |  |  |  |  |  |                        |
|                        |                                       |  |                               | 29. Katherina af Lancaster       |  |  |  |  |  |  |  |                        |
|                        |                                       |  |                               |                                  |  |  |  |  |  |  |  |                        |
|                        | 7. Isabella 1. af Kastilien           |  |                               |                                  |  |  |  |  |  |  |  |                        |
|                        |                                       |  |                               |                                  |  |  |  |  |  |  |  |                        |
|                        |                                       |  |                               | 30. Johan af Portugal            |  |  |  |  |  |  |  |                        |
|                        |                                       |  |                               |                                  |  |  |  |  |  |  |  |                        |
|                        | 15. Isabella af Portugal              |  |                               |                                  |  |  |  |  |  |  |  |                        |
|                        |                                       |  |                               |                                  |  |  |  |  |  |  |  |                        |
|                        |                                       |  |                               | 31. Isabella af Braganza         |  |  |  |  |  |  |  |                        |
|                        |                                       |  |                               |                                  |  |  |  |  |  |  |  |                        |